# Сосновка (Брединський район)
Сосновка (рос. Сосновка) — село у Брединському районі Челябінської області Російської Федерації.
Входить до складу муніципального утворення Римнікське сільське поселення. Населення становить 437 осіб (2010).

## Історія
Населений пункт належав до Оренбурзької губернії. Від 4 листопада 1929 року належить до Брединського району Челябінської області.
Згідно із законом від 13 вересня 2004 року органом місцевого самоврядування є Римнікське сільське поселення.

## Населення
| 2002 | 2010 |
| ---- | ---- |
| 529  | ↘437 |